# مقاطعة كانجوان (كوريا الشمالية)
مقاطعة كانجوان (كانغوندو؛ لفظ كوري: ‎[kaŋ.wʌn.do]‏ )، وهي إحدى مقاطعات كوريا الشمالية، وعاصمتها وينسان. قامت مقاطعة كانجوغين وجارتها في كوريا الجنوبية مقاطعة جانج وون (يشار إليها أيضًا باسم مقاطعة كانغون في بعض الأحيان) قبل تقسيم كوريا في عام 1945 بتشكيل مقاطعة واحدة وقامت بإستبعاد مدينة ونسان.

## تاريخها
كانت كانغوان واحدة من أصل مقاطعات كوريا الثمانية خلال عهد مملكة جوسون. شكلت المحافظة في عام 1395، واستمدت إسمها من أسماء المدن الرئيسية جانجنيونج (أو كانغ نونغ، 강릉؛ 江陵) وعاصمة المقاطعة ونجو (أو نجو، 원주 ؛原州).
وتم استبدال كانج وون في عام 1895، و التي تعتبر من مناطق تشان تشون (تشان تشون-بو، 춘천부؛ 春川府) في الغرب ومدينة  قانجون (Gangneung-bu؛  강릉부؛ 江陵府) في الشرق. و أصبحت مدينة ونجو جزءًا من مقاطعة تشونغجو.
و أعيد تقسيم كوريا إلى ثلاثة عشر مقاطعة في عام 1896، وتم دمج المقاطعتين لإعادة تشكيل مقاطعة كانغوين. على الرغم من انضمام ونجو إلى مقاطعة كانجون، وتم إثر ذلك نقل عاصمة المقاطعة إلى تشونجون.
وفي عام 1945، تم تقسيم مقاطعة كانجوين (مع بقية كوريا) من خلال خط العرض 38 شمالًا في ذاك العام إلى مناطق الاحتلال السوفيتي والأمريكي في الجهة الشمالية والجنوبية على التوالي. في عام 1946 تم توسيع المقاطعة الشمالية لتضم في ذلك الجزء الكوري الشمالي من مقاطعة كيونج جي والمنطقة المحيطة بـ ونسان في مقاطعة هامغيونغ الجنوبية. وتم بعد ذلك إنشاء العاصمة الإقليمية للجزء الكوري الشمالي من المقاطعة في ونسون، حيث كانت كل من العاصمتين التقليديتين لكانغوين وونجو وتشونشيون في جنوب خط العرض 38، و أصبحت المقاطعة في عام 1948 جزءًا من جمهورية كوريا الشعبية الديمقراطية الجديدة. وإثر ذلك، ووفقا لإتفاقية هدنة الحرب الكورية لعام 1953، نقلت الحدود بين الأجزاء الكورية الشمالية والجنوبية من المقاطعة شمالًا إلى خط ترسيم الحدود العسكرية.
وفي عام 2002، فصلت منطقة جبل كومجانج السياحية عن باقي المقاطعات لتشكيل منطقة ذات إدارة مستقلة ومنعزلة.

## الجغرافيا
يحد المقاطعة من الجنوب مقاطعة هامجونق إلى الشمال, بيونغان الجنوبية وشمال هوانغاي إلى الغرب، كايسونغ إلى الجنوب. بالإضافة إلى المحافظة التي تعبر المنطقة الكورية المنزوعة السلاح من نظيرتها الكورية الجنوبية غانغوون وجيونجي وفي شرقها بحر اليابان.
وتهيمن جبال تيبيك على المحافظة، والتي تعتبر أعلى قمة فيها هو جبل كومكانغ المعروفة باسم (جبل الماس).
ويشار إلى كلا مقاطعتي كانغوين وجانغ وون سويا باسم منطقة غواندونغ. وتسمى المنطقة الواقعة غرب جبال تايبيك يانغسيو، بينما تسمى المنطقة الواقعة شرق الجبال يونغدونغ.
وفي أبريل من عام 2003، تم إنشاء محمية جبل تشوا النباتية. والتي تقدر مساحة المحمية 687 هكتارًا وتقع في شيندونغ ري بمقاطعة سيفو وسانيانغ ري بمقاطعة كوسان. يقع جبل تشوا على ارتفاع 1528 مترًا فوق مستوى سطح البحر ويعتبر كجزء جزء من جبال ماسينغونغ. ويسعى اتحاد الحفاظ على الطبيعة في جمهورية كوريا الشعبية الديمقراطية إلى الحفاظ على الغابات المختلطة من أشجار الصنوبر والأوراق العريضة. وحظر القرار على مستوى مجلس الوزراء في جمهورية كوريا الديمقراطية الشعبية رعي الحيوانات وجمع الموارد النباتية والأفعال الأخرى التي من شأنها الضرر بالبيئة.

## التقسيمات الإدارية
وتنقسم مقاطعة كانغون إلى مدينتين أساسيتين (si) الا وهي منطقة إدارية خاصة واحدة و 15 مقاطعة  أخرى (kun).

### مدن

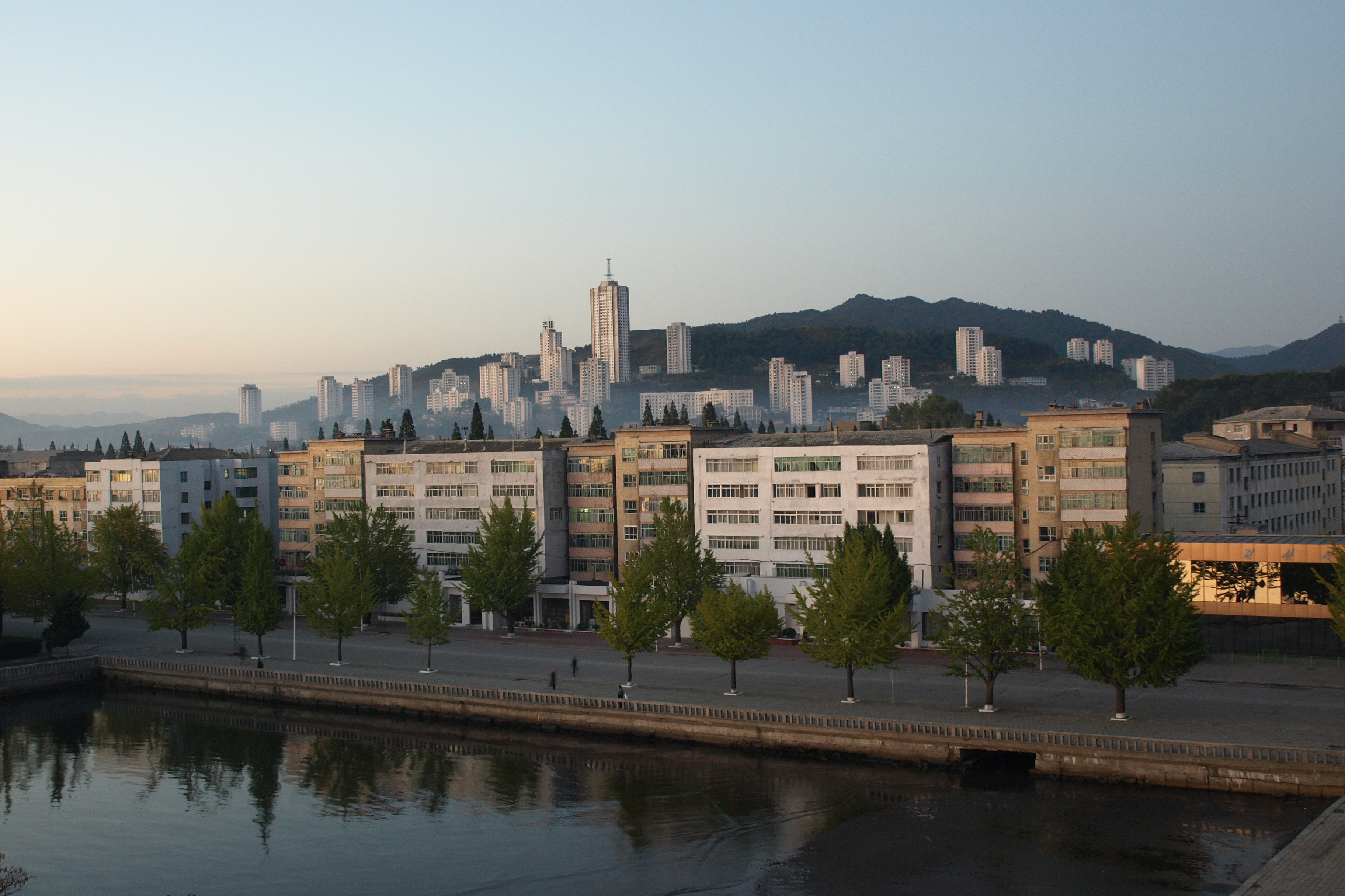
وونسان

- مونشن -سي (문천시؛ 文川市)
- وينسان -سي (원산시؛ 元山市)

### المقاطعات
- أنبين غون (안변군؛安邊郡)
- تشانجدو غون (창도군؛ 昌道郡)
- تشيناي غون (천내군؛ 川內郡)
- شوروين غون (철원군؛ 鐵原郡)
- هويانغ غون (회양군؛ 淮陽郡)
- ايتشون غون (이천군؛ 伊川郡)
- كيمهوا غون (김화군؛ 金化郡)
- كوسان غون (고산군؛ 高山郡)
- كوسونغ غون (고성군؛ 高城郡)
- كومغانغ غون (금강군؛ 金剛郡)
  - منطقة جبل كومجانج السياحية (금강산 관광 지구؛ 金剛山觀光地區)
- بانغيو غون (판교군؛ 板橋郡)
- بيبتونج غون(법동군؛ 法洞郡)
- بيونغغانغ  غون (평강군؛ 平康郡)
- سيبو غون (세포군؛ 洗浦郡)
- تونغتشون غون (통천군؛ 通川郡)

## روابط خارجية
- مقال عن تاريخ مدينة سيول حول هانسونغ و 22 حيًا آخر من أواخر القرن التاسع عشر (بالكورية)